# Famille de Grouchy
La famille de Grouchy est une famille subsistante de la noblesse française.
Elle a été illustrée par Emmanuel de Grouchy (1766-1847), maréchal d'Empire, marquis de Grouchy.

## Histoire
Régis Valette écrit que cette famille prouve sa noblesse depuis 1371.

## Personnalités
- Emmanuel de Grouchy (1766-1847), maréchal d'Empire (1815, Cent-Jours), comte de l'Empire, grand aigle de la Légion d'honneur, pair de France.
- Alphonse de Grouchy (1789-1864), lieutenant général des armées (1842), député de la Gironde (1849), sénateur du Second Empire (1852).

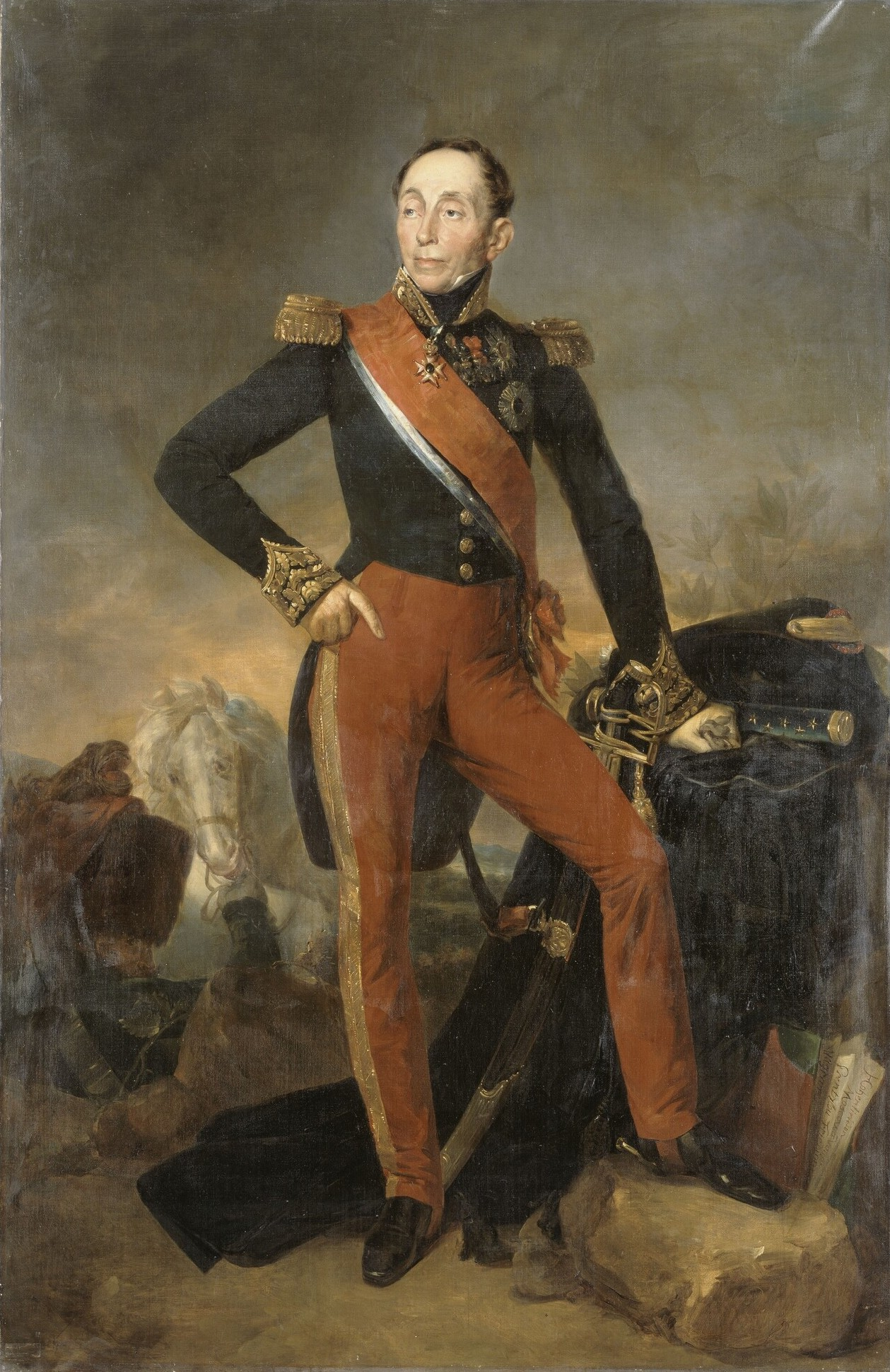
Emmanuel de Grouchy
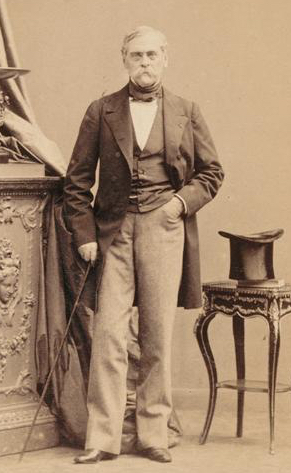
Alphonse de Grouchy

## Armes
Les armes de la famille se blasonnent ainsi : D'or fretté de six pièces d'azur sur le tout d'argent à trois trèfles de sinople.[réf. nécessaire]

## Filiation
- Jean de Grouchy (1547 - ), seigneur de Greny ✕ (1560) Françoise de Monsures
  - François ✕ (1608) Marie Toustain
    - Jacques François (1616 - 1685) ✕ (1659) Jeanne Le Roux de Fresle (1659 - )
      - François
      - Jacques
      - Nicolas (1667 - 1734), seigneur de La Mare-Gouvis ✕ (1710) Nicole Ursule Cousin
        - François Jacques (1715 - 1808), marquis de Grouchy ✕ (1747) Françoise Suzanne Thérèse Estièvre (1728 - )✕ (1760) Gilberte Fréteau de Pény ( - 1793)
          - Sophie (1764 - 1822) ✕ (1786) Nicolas de Caritat de Condorcet, alias Condorcet (1743 - 1794)
          - Emmanuel (1766 - 1847), comte de Grouchy ✕ (1785) Cécile Le Doulcet de Pontécoulant (1767 - 1827)
            - Ernestine (1787 - 1866) ✕ (1807) Henri Lefèvre d'Ormesson (1785 - 1858), marquis d'Ormesson
            - Alphonse (1789 - 1864), comte de Grouchy ✕ (1822) Eulalie Sauret (1801 - 1849)
              - Hortense (1826 - 1826)
              - Amélie (1828 - 1830)
              - Octavie (1832 - 1907) ✕ (1853) Amédée de Gouvello de Keriaval (1821 - 1907)
              - Georges (1841 - 1898), marquis de Grouchy ✕ (1880) Marie Lambrecht (1858 - 1906)
                - Jean (1881 - 1944), marquis de Grouchy ✕ (1913) Lilian de Reiset (1888 - 1966)
                  - Georges (1914 - 1977), marquis de Grouchy
                  - Hélène (1923 - 1923)

                - Emmanuel (1882 - 1950) ✕ (1919) Marie de Montaudoüin (1890 - 1978)
                  - Alain (1920 - 1998), marquis de Grouchy ✕ (1948) Violette Petitdidier (1918 - 2004)
                    - descendance masculine

                  - Privé ✕ Pierre Perrault de Jotemps (1923 - 2002)

                - Jacques (1884 - 1916)
                - Marguerite (1886 - 1968) ✕ (1909) Henry O'Kelly-Farrell (1878 - 1973)
                - Arlette (1888 - 1958) ✕ (1911) Joseph Cottin (1883 - 1959)
                - Armand (1895 - 1965) ✕ (1925) Meta van den Broek d'Obrenan (1905 - 1994)
                  - Jean (1926 - 2003) ✕ (1952) Nadine Hecquet d'Orval (1929 - 2005)

            - Aimée Clémentine (1791 - 1826) ✕ (1824) Maurice Alphonse Filleul de Fosse (1775 - 1837)
            - Victor (1796 - 1864)

          - ✕ (1827) Fanny Hua (ca 1802 - 1889)
            - Noémie (1830 - 1843)

          - Charlotte Félicie (1768 - 1844) ✕ (1796) Pierre Jean Georges Cabanis (1757 - 1808), comte Cabanis
          - Henri François (1773 - 1826)

## Alliances
Les principales alliances de la famille de Grouchy sont : de Morant, du Mont, de Vasouy, de Monsures (1560), Toustain (1608), Le Roux de Fresle (1659), de Dampierre (1659), de Clercy (1688), Cousin (1710), de Planterose (1737), Le Carpentier de Sainte Opportune (1791), de L'Hôpital (1811), de Rémy (1717), Estièvre (1747), Fréteau de Pény (1760), Le Doulcet de Pontécoulant (1785), de Caritat de Condorcet (1786), Cabanis (1796), Lefèvre d'Ormesson (1807), Sauret (1822), Filleul de Fosse (1824), Hua (1827), de Gouvello de Keriaval (1853), Lambrecht (1880), O'Kelly-Farrell (1909), Cottin (1911), de Reiset (1913), de Montaudoüin (1919), van den Broek d'Obrenan (1925), Petitdidier (1948), Hecquet d'Orval (1952), Perrault de Jotemps.